# Lea Maurer
Lea Loveless Maurer (Yonkers, 1º aprile 1971) è un'ex nuotatrice statunitense.

## Carriera
Assieme alle compagne Anita Nall, Crissy Ahmann-Leighton e Jenny Thompson ha vinto la medaglia d'oro ai giochi di Barcellona 1992 nella staffetta 4x100 metri misti.

## Palmarès
- Giochi olimpici

Barcellona 1992: oro nella 4x100m misti e bronzo nella 100m bronzo.
- Mondiali di nuoto

Roma 1994: argento nella 4x100m misti.
Perth 1998: oro nei 100m dorso e nella 4x100m misti.
- Giochi PanPacifici

Tokyo 1989: oro nei 100m dorso e nella 4x100m misti.
Kobe 1993: oro nei 100m dorso e nella 4x100m misti e argento nei 200m dorso.
Atlanta 1995: argento nella 4x100m misti.
Fukuoka 1997: oro nella 4x100m misti, argento nei 100m dorso e 200m dorso.